# Euphyia cyarda
Euphyia cyarda är en fjärilsart som beskrevs av Druce 1893. Euphyia cyarda ingår i släktet Euphyia och familjen mätare. Inga underarter finns listade i Catalogue of Life.